# Pittaluga (cognome)
Pittaluga è un cognome di lingua italiana.

## Varianti
Il cognome non presenta varianti.

## Origine e diffusione
Cognome tipicamente ligure, è presente prevalentemente nel genovese.
Potrebbe derivare dal termine dialettale pità l'uga, "beccare l'uva", attribuito a persone fastidiose.
In Italia conta circa 552 presenze.

## Persone
- Carlo Pittaluga, calciatore italiano
- Gustavo Pittaluga, biologo e politico italo-spagnolo
- Stefano Pittaluga, produttore cinematografico italiano